# Rade de Brest, estuaire de l'Aulne
Rade de Brest, estuaire de l'Aulne este o arie protejată (sit de importanță comunitară — SCI) din Franța întinsă pe o suprafață de 9.227 ha, din care 78 % marine.

## Localizare
Centrul sitului Rade de Brest, estuaire de l'Aulne este situat la coordonatele 48°18′16″N 4°19′24″W / 48.30444°N 4.32333°V.

## Înființare
Situl Rade de Brest, estuaire de l'Aulne a fost declarat arie specială de conservare în baza directivei 92/43 din 1992 referitoare la conservarea habitatelor naturale și a faunei și florei sălbatice pentru a proteja 2 specii de plante și 13 specii de animale.

## Biodiversitate
Situată în ecoregiunea atlantică, aria protejată conține 23 de habitate naturale: Bancuri de nisip acoperite în permanență slab de apă marină, Recifuri, Vegetație anuală la limita mareei, Pășuni atlantice udate de apa mării (Glauco-Puccinellietalia maritimae), Pășuni mediteraneene udate de apa mării (Juncetalia maritimi), Pajiști cu Molinia pe soluri calcaroase, turboase sau argilos-nămoloase (Molinion caeruleae), Păduri de fag acidofile atlantice, cu subarboret de Ilex și, uneori, de asemenea, Taxus, la nivelul arbuștilor (Quercion robori-petraeae sau Ilici-Fagenion), Roci stâncoase cu vegetație pionieră de Sedo-Scleranthion sau Sedo albi-Veronicion dillenii, Mlaștini împădurite, Păduri aluvionare cu Alnus glutinosa și Fraxinus excelsior (Alno-Padion, Alnion incanae, Salicion albae), Golfuri mici largi și golfuri puțin adânci, Lagune de coastă, Liziere de ierburi înalte hidrofile de câmpie și de nivel montan până la alpin, Pante stâncoase silicioase cu vegetație casmofită, Salicornia și alte specii anuale care populează regiunile mlăștinoase și nisipoase, Faleze cu vegetație de pe coastele atlantice și baltice, Pajiști umede atlantice temperate cu Erica ciliaris și Erica tetralix, Pajiști uscate europene, Păduri de fag Asperulo-Fagetum, Estuare, Terase mlăștinoase și terase nisipoase neacoperite de apă la reflux, Păduri pe pante, grohotișuri și ravene de Tilio-Acerion, Ape oligotrofe din câmpii nisipoase, cu un conținut foarte redus de minerale (Littorelletalia uniflorae).
La baza desemnării sitului se află mai multe specii protejate:
- plante (2): Rumex rupestris, Trichomanes speciosum
- mamifere (6): liliac cârn (Barbastella barbastellus), Halichoerus grypus, vidră de râu (Lutra lutra), liliac cărămiziu (Myotis emarginatus), focă obișnuită (Phoca vitulina), liliacul mare cu potcoavă (Rhinolophus ferrumequinum)
- nevertebrate (3): Elona quimperiana, fluturele auriu (Euphydryas aurinia), rădașcă (Lucanus cervus)
- pești (4): Alosa alosa, Alosa fallax, Petromyzon marinus, somonul (Salmo salar)

Pe lângă speciile protejate, pe teritoriul sitului au mai fost identificate 5 specii de plante, 1 specie de păsări, 1 specie de pești.